# توماس برولین
توماس برولین (سوئدی: Tomas Brolin؛ زادهٔ ۲۹ نوامبر ۱۹۶۹) بازیکن فوتبال بازنشستهٔ اهل سوئد است.

## باشگاهی
از باشگاه‌هایی که در آن بازی کرده می‌توان به پارما، لیدز یونایتد، زوریخ و کریستال پالاس اشاره کرد.

## تیم ملی
او همچنین ۴۷ بازی ملی در تیم ملی فوتبال سوئد انجام داده‌است.
برولین در جام جهانی ۱۹۹۴ درخشان ظاهر شد و سوئد را به نیمه نهایی رساند.
دوران اوج باشگاهی وی در پارما بود.
وی زمانی گزینه سرمربیگری میلان بود.